# La verema (Goya)
La verema o La tardor és una pintura de Francisco de Goya conservat en el Museu del Prado i que és part de la sèrie de cartons per a tapissos que representaven les estacions.

## Anàlisi del quadre
Correspon a una sèrie de cartons que Goya va pintar per als tapissos que anirien destinats al menjador del Príncep del Palau Reial d'El Pardo a Madrid. Va ser part d'un conjunt sobre les quatre estacions, tema típic del rococó.
Compost per Les floristes (o La primavera), L'era (o L'estiu), La nevada (o L'hivern), o el de La verema (o La tardor) en què se serveix del raïm com a símbol d'aquesta estació. Tots quatre es troben al Museu del Prado. Es va col·locar en el centre de la paret i als seus costats es van penjar Pastor que toca la dolçaina i Caçador al costat d'una font.
D'aquests n'hi ha uns petits esbossos o models previs, igualment a l'oli sobre llenç, que segurament Goya va presentar per a llur aprovació abans de pintar les versions grans; actualment aquests esbossos es troben dispersos en diversos llocs i el de La verema concretament és a l'Institut d'Art Clark a Williamstown (Massachusetts).
Goya va treballar per a la Reial Fàbrica de Tapissos de santa Bàrbara des de 1775 fins al 1792. Els tapissos es feien amb seda, i fils de plata i or, la qual cosa en feia un objecte car, assequible solament per a la noblesa.

## Descripció del quadre
Utilitza el recurs de l'esquema piramidal, molt comú i apreciat en el neoclassicisme. El paisatge sembla tret dels camps de La Rioja (Espanya) en què se succeeixen escenes de recol·lecció com aquesta, encara que probablement el lloc on el va pintar i del qual es va inspirar realment va ser de la localitat de Piedrahíta (Àvila). L'esdeveniment principal s'atura en els personatges que eón stan en primer pla, que, cosa estren ya a Goya, no són gent del poble. En primer terme hi ha una muralleta a manera de tanca, damunt d'aquesta hi ha asseguts un cavaller i una dama. El cavaller ofereix a la dona un carràs de raïm que ella accepta i el nen que està d'esquena i dret alça els braços com si també volgués agafar-lo. Al vèrtex del triangle hi ha una veremadora amb un cistell ple de raïm al cap; està en actitud d'espera, per si volen agafar més raïm. La cistella que porta aquesta dona està pintada com una autèntica natura morta, gènere tradicional a la pintura espanyola. Més enllà de la muralleta i al paisatge de vinya s'hi pot veure dos veremadors en ple treball i en la llunyania s'aixeca una abrupta muntanya i un cel amb núvols. El colorit és lluminós i hi ha un predomini de tons delicats. Malgrat la pinzellada ràpida de Goya es destaquen molt bé els colls i punys dels vestits, les sivelles, les mitges, les faixes, i tota mena de detalls.
Com és propi dels cartons per a tapís, s'usen colors plans i vius, dins de camps ben delimitats.